# Higinio Aguilar
Higinio Aguilar (Xochitlán Todos Santos, México, 29 de noviembre de 1835 - Tacubaya, México, 15 de octubre de 1927) fue un militar mexicano que luchó en la Segunda Intervención Francesa en México y en la Revolución mexicana.

## Reforma y Revolución
Nació el 29 de noviembre de 1835 en Xochitlán Todos Santos, en ese momento perteneciente al municipio de Tecamachalco, Puebla; siendo hijo de Vicente Aguilar y de Cayetana Camarillo.  En 1861 se incorporó a las filas liberales; siguió la carrera de las armas, concurriendo en las batallas de Miahuatlán y La Carbonera; intervino en la batalla del 2 de abril de 1867 y tres veces salvó la vida del general Porfirio Díaz. En 1903 tomó parte en la campaña de Quintana Roo, ya con el grado de capitán primero, y el 9 de marzo de 1909 alcanzó el grado de general brigadier.
Al estallar la Revolución Mexicana combatió al movimiento maderista, y en 1912, junto con Gaudencio de la Llave, se sublevó contra el gobierno de Francisco I. Madero. Tuvo una activa participación contra el movimiento constitucionalista, como miembro destacado del Ejército Federal Huertista.
Al disolverse este en agosto de 1914 de acuerdo con los Tratados de Teoloyucan, decidió no acatarlos y operó por su cuenta. En un primer momento pretendió aliarse al zapatismo, pero fue rechazado y terminó peleando con los soberanistas oaxaqueños y luego con Félix Díaz en Veracruz y Puebla. 
Higinio Aguilar, con sus secuaces, Benjamín Argumedo, José Trinidad Ruiz y Juan Andrew Almazán, ex federales desertores, formaron un ejército de bandoleros de más de dos mil hombres, reclutándolos de Chapulco y Nicolás Bravo, y se dedicaron a robar, matar y violar mujeres, sanguinariamente.

## Toma de Tehuacán
El jueves 22 de octubre de 1914, llegaron a San Lorenzo Teotipilco a las 7:30 de la mañana al pillaje. El General Lechuga, que era el que resguardaba Tehuacán, salió rápido a combatirlos con sus doscientos soldados, pero no sabía que eran muchos los bandoleros y en media hora ya estaban de regreso a la ciudad. Al llegar a Tehuacán, el general Lechuga hizo una convocatoria a la ciudadanía para defender la plaza. Los bandoleros llegaron a la estación del ferrocarril a las 9 de la mañana, y nuevamente se enfrentaron a balazos, pero no se pudo contener a estos maleantes. Hubo un cese de fuego a las 10 de la mañana. Los rebeldes empezaron a posicionarse estrategicamente, mientras los defensores pusieron franco tiradores arriba de catedral, y otros arriba de la casa del sr. José Manuel Ostolaza, que estaba en la esquina de lo que era el cine Santander que ahora es una tienda Coppel. Otros francotiradores se dispusieron arriba del puerto de Barcelona, que ahora es la tienda Cuidado con el Perro, y unos otros arriba de la Iglesia del Carmen, mientras los contrarios, pusieron dos ametralladoras, las esquinas de la 1 poniente con 4 sur. A las 11 de la mañana empezó nuevamente el fuego, disparando con las metralletas a las torres de Catedral, y no se pudo con ellos nuevamente. 
El general Lechuga al ver perdida la batalla huyó con su regimiento con rumbo desconocido. A las 12 del día estaban entrando victoriosos por la 1 poniente tocando la trompeta de victoria. A las 3 de la tarde empezaron a sacar de sus casas y negocios a todos los hombres más ricos y los llevaron al Casino, ahora Woolwoord, y ahí los encerraron y les pidieron 100 000 pesos, o si no, los fusilaban. Sólo pudieron juntar 20 000 pesos. Empezaron a saquear tiendas y a emborracharse. A las 8 de la noche, ante un panorama desolador, de terror, se escuchaban disparos y muchos gritos hombres, mujeres y niños, mientras los delincuentes violaban a las mujeres. Había muchos cadáveres en las calles, principalmente toda la 1 poniente y tres poniente, donde gente levantaba a sus familiares muertos esparcidos por las calles para echarlos en sus carretas. 
Al siguiente día, a las 12 del día, Higinio Aguilar le exigió al alcalde Mariano Domínguez, 200 000 pesos para abandonar la ciudad, o de lo contrario fusilarían a los ciudadanos que tenían encerrados en el Casino. Pudieron reunir 27 000 pesos, y sólo así se retiraron por la 1 y 3 poniente e independencia. Llegando a la estación del ferrocarril subieron 60 cadáveres a un furgón, donde los quemaron. 

## Últimos días
Combatió al zapatismo y el 22 de abril de 1913 fue hecho prisionero en Jonacatepec, Morelos. En 1920 reconoció el Plan de Agua Prieta, tuvo algún puesto en la administración de Álvaro Obregón y quedó incorporado al ejército con el grado de general de división. Se rebeló nuevamente en 1923 secundando la rebelión delahuertista, pero volvió a someterse el 20 de agosto de 1924. 
Murió en la Ciudad de México en 1927.